# 四角化菱形三十面體
在幾何學中，四角化菱形三十面體又稱為角錐化菱形三十面體（kisrhombic triacontahedron:284）或六角化二十面體（hexakis icosahedron:55）是具有120個面的卡塔蘭立體，並且是阿基米德立體——大斜方截半二十面体的對偶多面體。這種立體是一個等面圖形，也就是說它每個面都全等，但組成面不是正多邊形，嚴格來說是不等邊三角形。其外觀有點像膨脹的菱形三十面體：若將菱形三十面體的每個菱形面替換成1個頂點和4個三角形面則會形成四角化菱形三十面體，也可以視為在菱形三十面體的每個面上疊上菱形四角錐來構成，也就是說，四角化菱形三十面體是菱形三十面體的克利多面體。四角化菱形三十面體是阿基米德立體和卡塔蘭立體中面數最多的立體，面數最多的阿基米德立體是扭棱十二面体有92個面。
如果排除雙錐體、雙錐反柱體和偏方面體，則在任何其他嚴格凸多面體中，四角化菱形三十面體是每個面都具有相同的形狀的立體中，面數最多的多面體。
若將四角化菱形三十面體投影到球面上，則四角化菱形三十面體定義了15個大圓。巴克敏斯特·富勒使用這15個大圓，以及另外兩個多面體中的10個大圓和6個大圓來定義球面二十面體的31個大圓。

## 性質
四角化菱形三十面體共有120個面、180個邊和62個頂點。在其120個面中，每個面都是全等的不等邊三角形。在其62個頂點中，有20個頂點是6個三角形的公共頂點、30個頂點是4個三角形的公共頂點和12個頂點是10個三角形的公共頂點。

### 面的組成
組成四角化菱形三十面體的面為不等邊三角形。其三個內角分別為{\displaystyle \arccos({\frac {-4\phi +7}{30}})\approx 88.991\,801\,907\,82^{\circ }}、 {\displaystyle \arccos({\frac {-4\phi +17}{20}})\approx 58.237\,919\,620\,89^{\circ }}和{\displaystyle \arccos({\frac {5\phi +2}{12}})\approx 32.770\,278\,471\,29^{\circ }}，其中{\displaystyle \phi }為黃金比例。
其中有一個角非常接近直角，但不是直角，因此這個三角形不是直角三角形。其三個邊的邊長比（由短到長）為：
{\displaystyle {\frac {\sqrt {15\left(85-31{\sqrt {5}}\right)}}{11}}:{\frac {3{\sqrt {15\left(65+19{\sqrt {5}}\right)}}}{55}}:{\frac {2{\sqrt {15\left(5-{\sqrt {5}}\right)}}}{5}}\approx }1.3942870166557737040 : 2.19017447980650378252 : 2.5755459331956214849
也就是說，若最短邊長為單位長，則另外兩邊長分別為{\displaystyle {\frac {9+3{\sqrt {5}}}{10}}\approx }1.57082039324994和{\displaystyle {\frac {7+{\sqrt {5}}}{5}}\approx }1.84721359549996。這三種邊長的邊在整個立體中各有60條。

### 二面角
四角化菱形三十面體只有一種二面角，約為164.888度：
{\displaystyle \cos ^{-1}{-{\frac {179+24{\sqrt {5}}}{241}}}\approx }2.87783661046122428{\displaystyle \approx }164.887891908°

### 頂點座標
四角化菱形三十面體的62個頂點分別落在以下3個集合內：
- 其中12個頂點的形式為{\displaystyle \left(0,\pm 1,\pm \phi \right)}的循環排列，其中{\displaystyle \phi }為黃金比例。這些頂點之間形成一個正二十面體。
- 其中20個頂點的形式為{\displaystyle \left(\pm 1,\pm 1,\pm 1\right)}或{\displaystyle \left(0,\pm \phi ,\pm \phi ^{-1}\right)}的循環排列，其中{\displaystyle \phi }為黃金比例。這些頂點之間形成一個正十二面體。
- 剩下的30個頂點為上述32個頂點所構成的菱形三十面體之面心經一個倍率{\displaystyle R=1+{\sqrt {\frac {123-76\phi +{\sqrt {171941-106264\phi }}}{334+16\phi }}}\approx }1.065091570621743縮放後的頂點，其中{\displaystyle \phi }為黃金比例。上述32個頂點之間會構成一個菱形三十面體，這個菱形三十面體的30個面的面心為{\displaystyle \left(0,0,\pm \phi \right)}和{\displaystyle \left(\pm {\frac {\phi ^{2}}{2}},\pm {\frac {\phi }{2}},\pm {\frac {1}{2}}\right)}的循環排列，經由倍率{\displaystyle R}縮放後變為{\displaystyle \left(0,0,\pm R\phi \right)}和{\displaystyle \left(\pm {\frac {R\phi ^{2}}{2}},\pm {\frac {R\phi }{2}},\pm {\frac {R}{2}}\right)}的循環排列，共30個頂點，這30個頂點為四角化菱形三十面體的最後30個頂點。

## 用途
由於四角化菱形三十面體是等面的120面體，因此可以以此形狀製作120面的骰子。通常使用3D列印來製作這種形狀的骰子。自2016年以來，Dice Lab已使用四角化菱形三十面體的模具注塑成型來大規模銷售120面的骰子。據稱120面骰是公正骰子最大的可能面數，雖然可以用無限集合的等面立體（如雙錐體、雙錐反柱體或偏方面體）來製作更多面數的骰子，但由於這種形狀（更多面的雙錐體、雙錐反柱體或偏方面體）會導致製成的骰子長時間滾動，因此在現實中並不實用。
作為正十二面體的四角化菱形三十面體，即把正十二面體的每個五邊形面分割成10個三角形的這種形狀可以設計成一種魔術方塊，通常稱為Big Chop。然而如何至製作出這種形狀的魔術方塊目前仍是未解決的問題，目前還沒有令人滿意的設計結構。
Brilliant的標誌是投影到球面上的四角化菱形三十面體，Brilliant是一個包含理工科相關主題的系列課程的網站。此外由於其等面的特性，加上面數非常多，因此曾被用來建構全球离散格网。

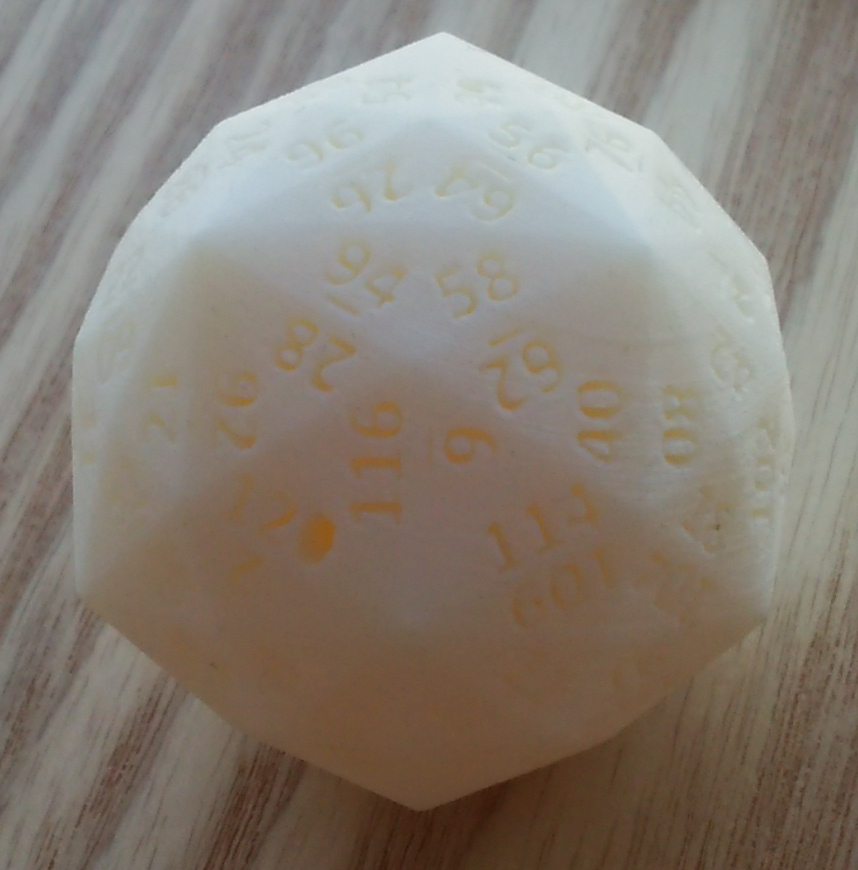
120面的骰子
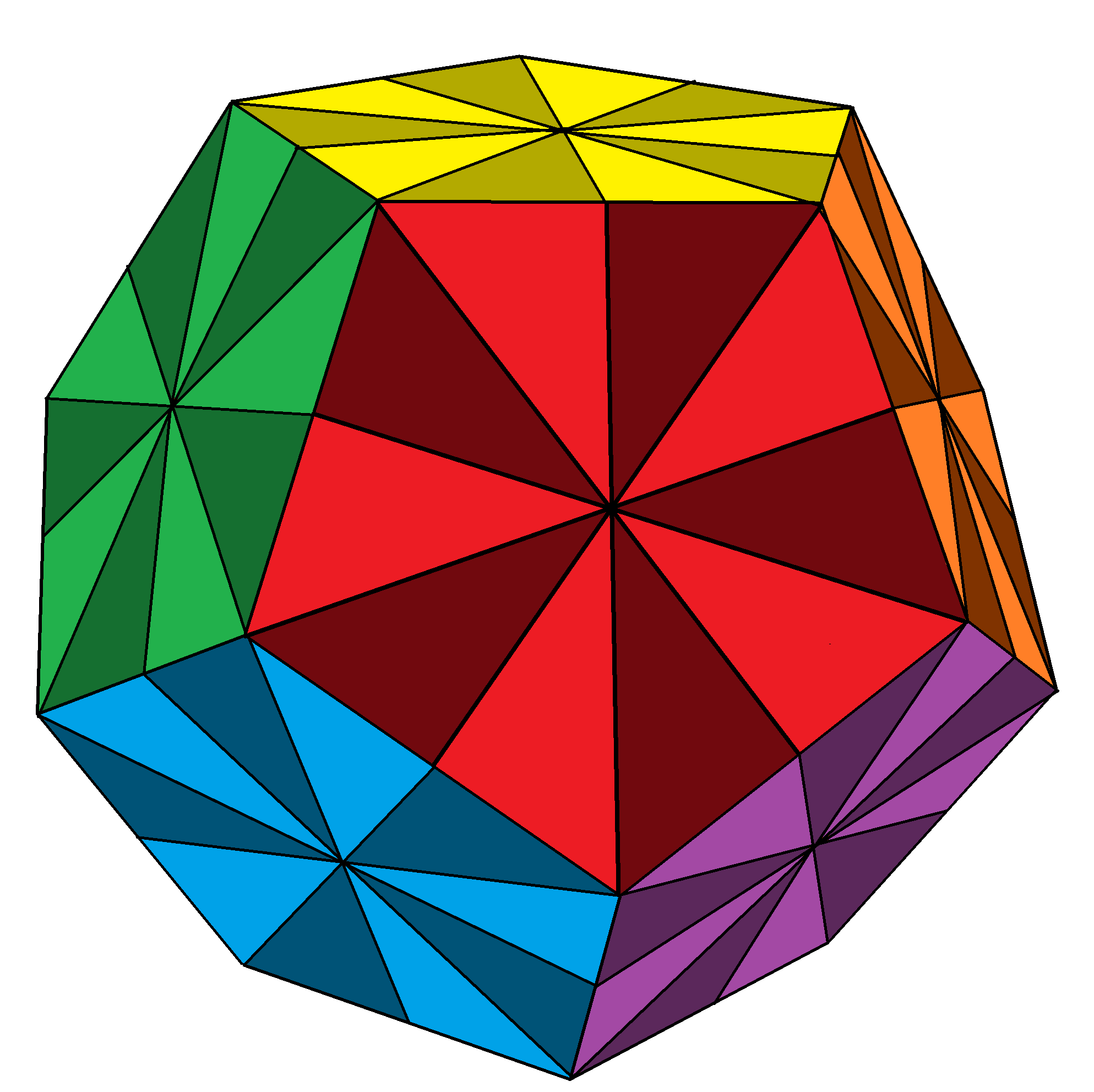
Big Chop魔方

## 外部連結
- 埃里克·韦斯坦因, 四角化菱形三十面體 （參閱卡塔蘭立體） 於MathWorld（英文）